# Cmentarz Kobierzyn-Lubostroń
Cmentarz Kobierzyn-Lubostroń – niewielki cmentarz położony w historycznym Kobierzynie, współcześnie w sąsiedztwie rozwijających się osiedli Ruczaju, wchodzącego w skład dzielnicy VIII Dębniki. Zajmuje powierzchnię 0,42 ha. Dojazd do cmentarza od ul. Lubostroń.
Początkowo był to cmentarz parafialny parafii Matki Bożej Królowej Polski w Kobierzynie. Pierwszych pochówków na cmentarzu dokonano w 1933. Obecnie funkcjonuje jako cmentarz komunalny.

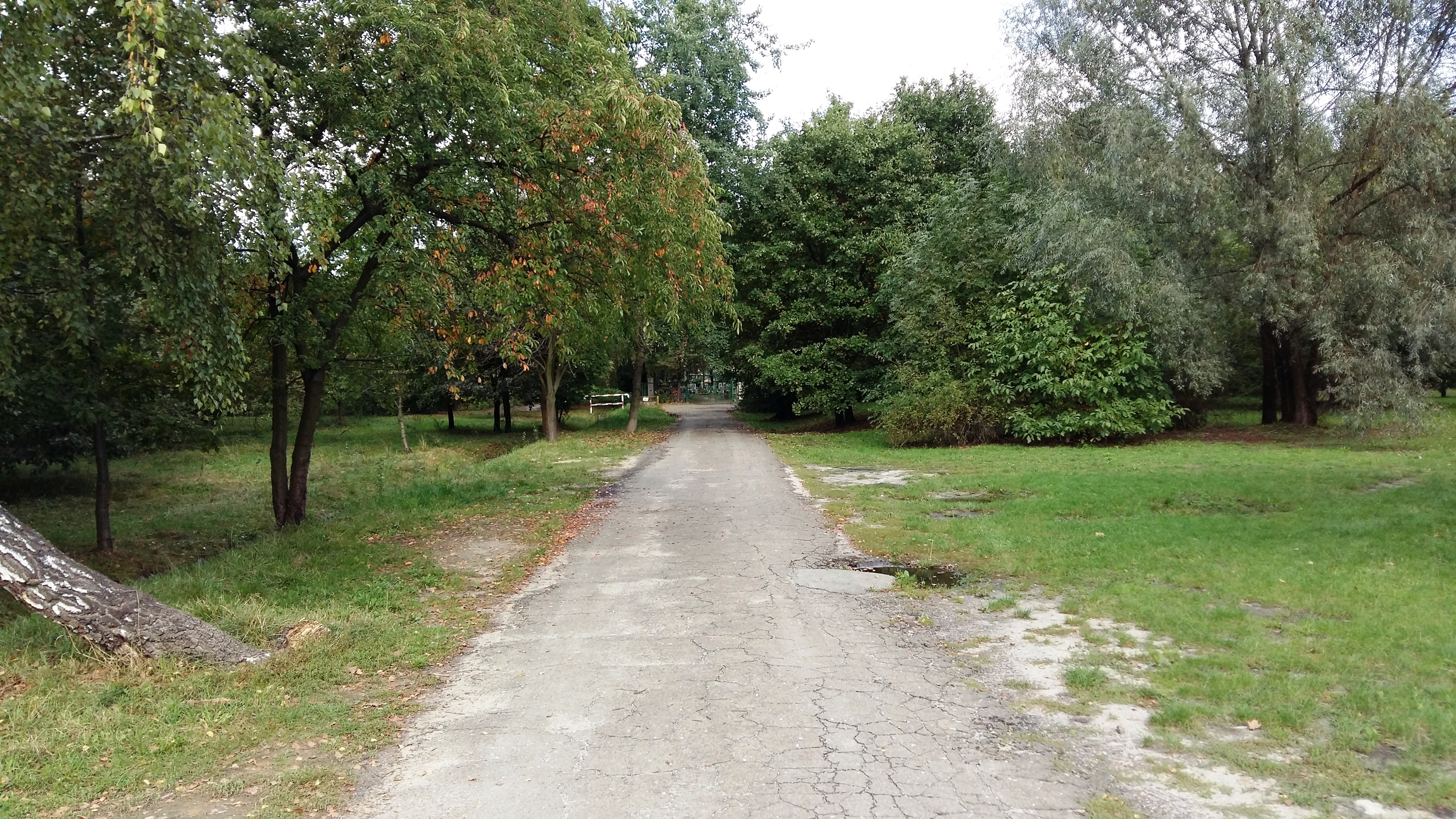
Droga do cmentarza

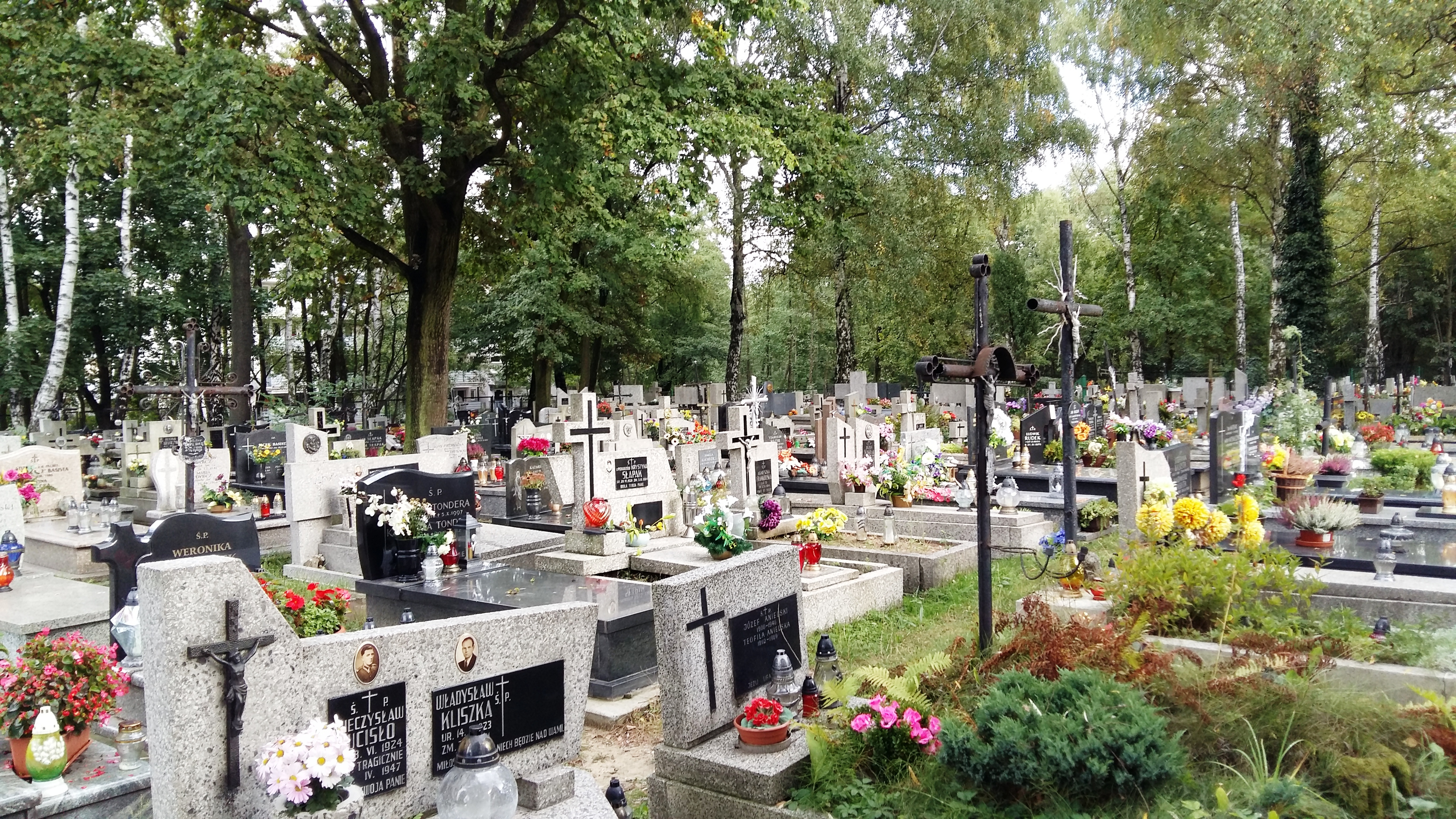
Nagrobki na cmentarzu

W sąsiedztwie cmentarza planowane jest założenie parku miejskiego Ruczaj-Lubostroń.